# William Howard Taft

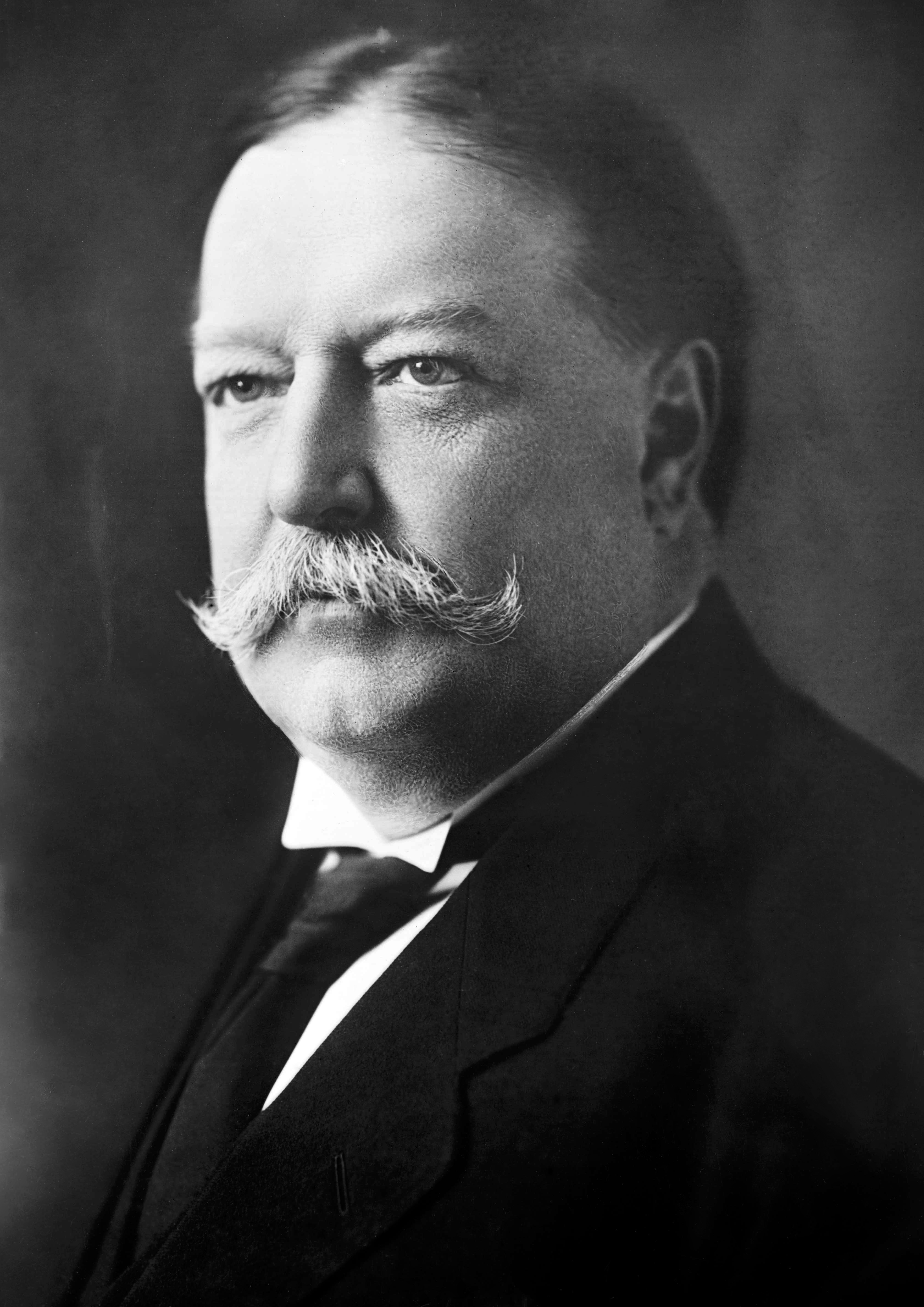
William Howard Taft (1908)

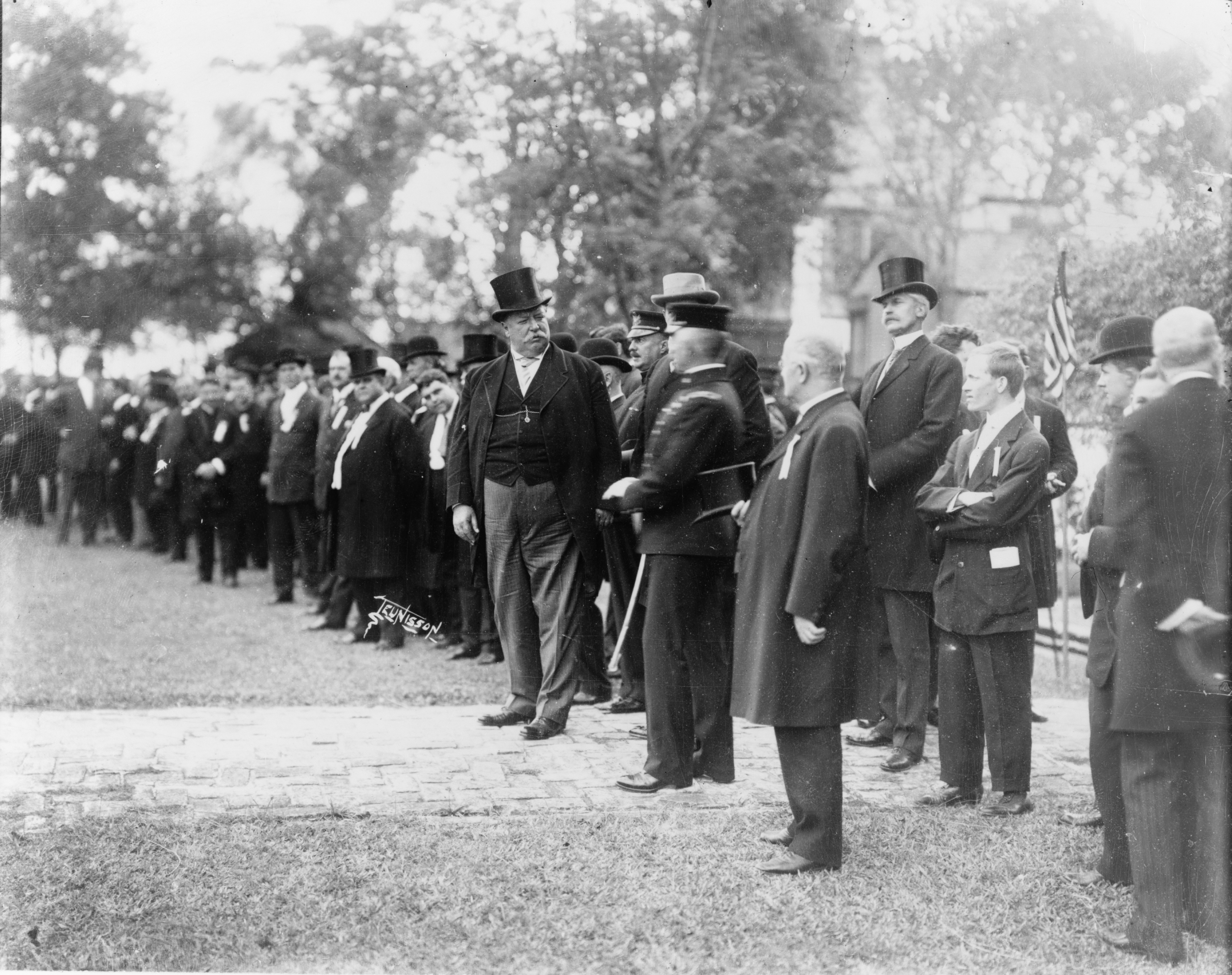
Präsident Taft (vorne, mit Zylinder) bei einem Besuch in New Orleans

William Howard Taft (* 15. September 1857 in Cincinnati, Ohio; † 8. März 1930 in Washington, D.C.) war ein US-amerikanischer Jurist und Politiker der Republikanischen Partei. Er amtierte vom 4. März 1909 bis zum 4. März 1913 als 27. Präsident der Vereinigten Staaten; später erreichte er sein eigentliches Ziel und war von 1921 bis 1930 Oberster Bundesrichter. Bis heute ist er der Einzige, der diese beiden Ämter innehatte.

## Leben

### Vor der Präsidentschaft
Taft wurde am 15. September 1857 in Cincinnati in eine angesehene republikanische Familie geboren. Sein Vater, Alphonso Taft, gehörte zeitweilig dem Kabinett Grant an und war dann unter Präsident Chester A. Arthur Gesandter in Österreich-Ungarn und Russland. Die Mutter, eine Kaufmannstochter aus Boston, riet später ihrem Sohn davon ab, sich um das Präsidentenamt zu bemühen. Er studierte an der Yale University und an der Cincinnati Law School. Während seiner Zeit in Yale wurde er in die dortige Studentenverbindung Skull & Bones aufgenommen. Für kurze Zeit war er als Anwalt und als Gerichtsreporter tätig, bevor er eine längere Karriere in verschiedenen gehobenen juristischen Stellen machte. So arbeitete er zunächst unter anderem als Assistenzstaatsanwalt im Hamilton County und als Rechtsanwalt in Cincinnati, bis er schließlich zum Richter am Superior Court der Stadt Cincinnati berufen wurde. Von 1890 bis 1892 fungierte er als United States Solicitor General; im Anschluss war er bis 1900 Richter am Bundesberufungsgericht des sechsten Gerichtsbezirks, das seinen Sitz in Cincinnati hat.
1886 heiratete er die Musiklehrerin Helen Herron. Das Paar hatte drei Kinder. Die Tochter studierte Geschichte, die beiden Söhne wurden wie ihr Vater Politiker. Sein ältester Sohn Robert war ein einflussreicher Senator und ein innerparteilicher Gegner des späteren Präsidenten Dwight D. Eisenhower im Kampf um die Präsidentschaft 1952.
Tafts Frau war bereits als Siebzehnjährige zum ersten Mal im Weißen Haus zu Gast gewesen, als mit Rutherford B. Hayes ein Freund und Sozietätspartner ihres Vaters das Amt innehatte. Sie war so beeindruckt von der Grandeur des Hauses und der Aura der Macht, dass sie umgehend nach ihrer Rückkehr ins heimische Cincinnati verkündete, sie werde einen künftigen Präsidenten heiraten und damit selbst ins Weiße Haus einziehen.
Im Jahr 1900 wurde Taft zum Vorsitzenden der Taft-Kommission berufen und infolgedessen 1901 der erste Zivilgouverneur der Philippinen. In dieser Eigenschaft bemühte er sich mit moderaten Mitteln um die weitere Pazifikation der noch immer unruhigen Inselkolonie, förderte das Schulwesen und erreichte beim Vatikan den Verkauf der wertvollen dortigen Klosterländereien an die USA für die Summe von 7,2 Millionen US-Dollar. Er kehrte 1907 auf die Philippinen zurück, um bei der konstituierenden Sitzung der Philippinischen Versammlung eine Rede zu halten.
Im Jahr 1904 berief ihn Theodore Roosevelt zum Kriegsminister; dieses Amt hatte bereits sein Vater unter Präsident Ulysses S. Grant ausgeübt. Bald wurde er zum engen Berater und Freund des Präsidenten, wobei er sich gegenüber Kuba und Japan auch in komplizierten Situationen als Politiker und Diplomat bewährte. Er inspizierte 1904 den Baubeginn des Panamakanals, war an den Verhandlungen beteiligt, die 1905 zum Frieden von Portsmouth zwischen Russland und Japan führten, und handelte im gleichen Jahr einen Modus Vivendi mit der japanischen Regierung aus (Taft-Katsura-Abkommen). Im September 1906 ernannte ihn der Präsident vor dem Hintergrund der amerikanischen Kanonenbootpolitik für einen Monat zum provisorischen Gouverneur von Kuba, um eine drohende Revolution gegen Tomás Estrada Palma abzuwenden.

### Präsidentschaft
Nach seiner Bemerkung, 1908 nicht noch einmal kandidieren zu wollen, begann Theodore Roosevelt zunehmend, in Taft einen idealen Nachfolger zu sehen und ihn aufzubauen. Anlässlich eines Dinners, zu dem die Tafts eingeladen waren, scherzte der Präsident, er könne in die Zukunft sehen und erblicke irgendetwas, das über Tafts kräftigem Haupt baumle. Er sei sich allerdings nicht sicher, ob es ein Sitz im Obersten Bundesgericht oder gar die Präsidentschaft sei. „Lassen Sie es den Supreme Court sein!“, warf Taft ein, während seine Frau Helen ausrief: „Es soll die Präsidentschaft sein!“
Als ihn die Republikaner 1908 zum Präsidentschaftskandidaten nominierten, hatte er bis dahin noch kein Wahlamt bekleidet. Er, der als Verwaltungsspezialist nicht zum engeren Kreis der republikanischen Führung zählte, verdankte seine Aufstellung hauptsächlich dem damaligen Präsidenten Roosevelt. Taft gewann die Wahl gegen den zum dritten Mal erfolglos kandidierenden Demokraten William Jennings Bryan mit einem Vorsprung von mehr als 1,2 Millionen Stimmen. Tafts Wahlkampfschlager war „Our Good and Honest Taft“.

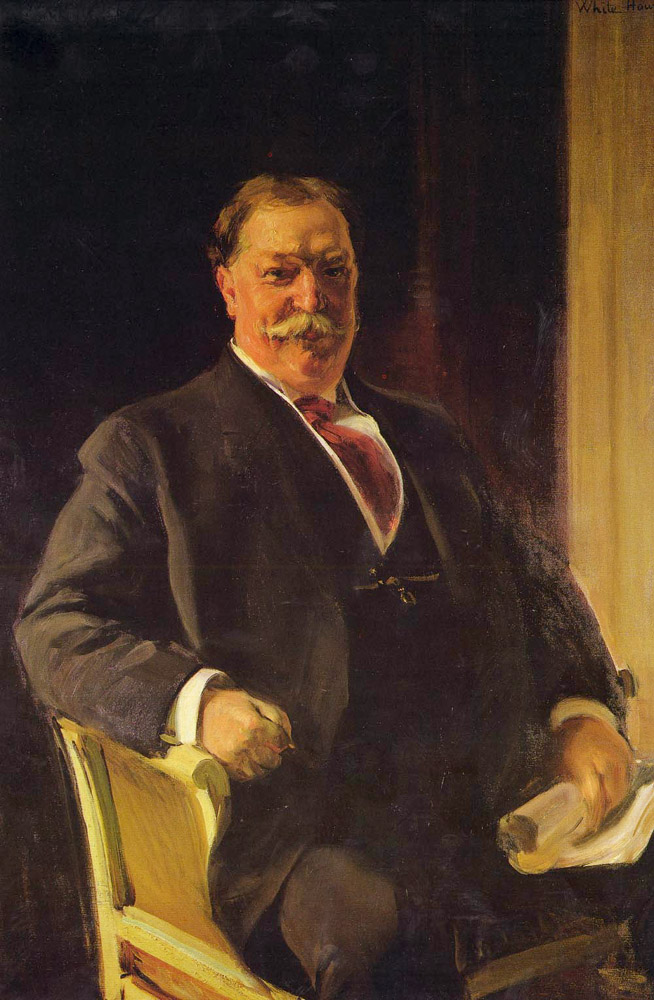
Porträt des Präsidenten Taft (Gemälde von Joaquín Sorolla, 1909)

Das große Ziel wurde erreicht, doch bei seiner Frau war der Stolz darüber viel stärker ausgeprägt als bei ihrem Mann. Taft ließ sich nach der gemeinsamen Fahrt zum Weißen Haus in einen Sessel fallen und, so beschreiben es zwei Bedienstete, stöhnte nur: „Ich bin jetzt Präsident und habe es satt, herumgestoßen zu werden.“ Eine auflagenstarke Zeitung schrieb: „Ohne seine Frau hätte Mr. Taft nie für das Präsidentenamt kandidiert“.
Henry Stimson hielt Taft für den besten der US-Präsidenten in der ersten Hälfte des 20. Jahrhunderts: In dessen Amtszeit seien die Zuständigkeiten klar gewesen, die Kabinettssitzungen gut vorbereitet, die Ausführung von Entscheidungen wurde nachgehalten und es gab einen effektiven Informationsaustausch. Gleichwohl gelang es Taft während seiner Amtszeit nicht, aus dem Schatten seines Vorgängers Roosevelt herauszutreten, mit welchem er zudem eng befreundet war. Tafts Ziel war es, die von Roosevelt eingeleiteten Reformen zu konsolidieren. Dabei geriet er mehr und mehr in den Konflikt mit den Flügeln und Interessengemeinschaften innerhalb seiner Partei, der Republikaner. Taft trat 1912 zur Wiederwahl an, belegte aber hinter Woodrow Wilson und dem für die Progressive Partei kandidierenden Roosevelt nur den dritten Platz. Lediglich in Vermont und Utah konnte er eine Stimmenmehrheit und damit acht Wahlmännerstimmen erringen. Es war das schlechteste Ergebnis, welches je ein Präsident einfuhr, der sich zur Wiederwahl stellte. Woodrow Wilson löste Taft turnusgemäß am 4. März 1913 als Präsident ab.
Während seiner Präsidentschaft traten zwei Staaten den USA bei: New Mexico am 6. Januar 1912 und Arizona am 14. Februar 1912.

### Nach der Präsidentschaft
Nach seiner Präsidentschaft zog er sich ins Privatleben zurück. Zwischen 1913 und 1921 war er vor allem als Professor für Verwaltungsrecht an der Yale University tätig. 1914 wurde er in die American Academy of Arts and Sciences gewählt. Ferner schrieb er mehrere Bücher zu Fragen von Staat und Politik in den USA, wovon das 1916 erschienene Buch über die Machtbefugnisse des Präsidenten besonders beachtet wurde.

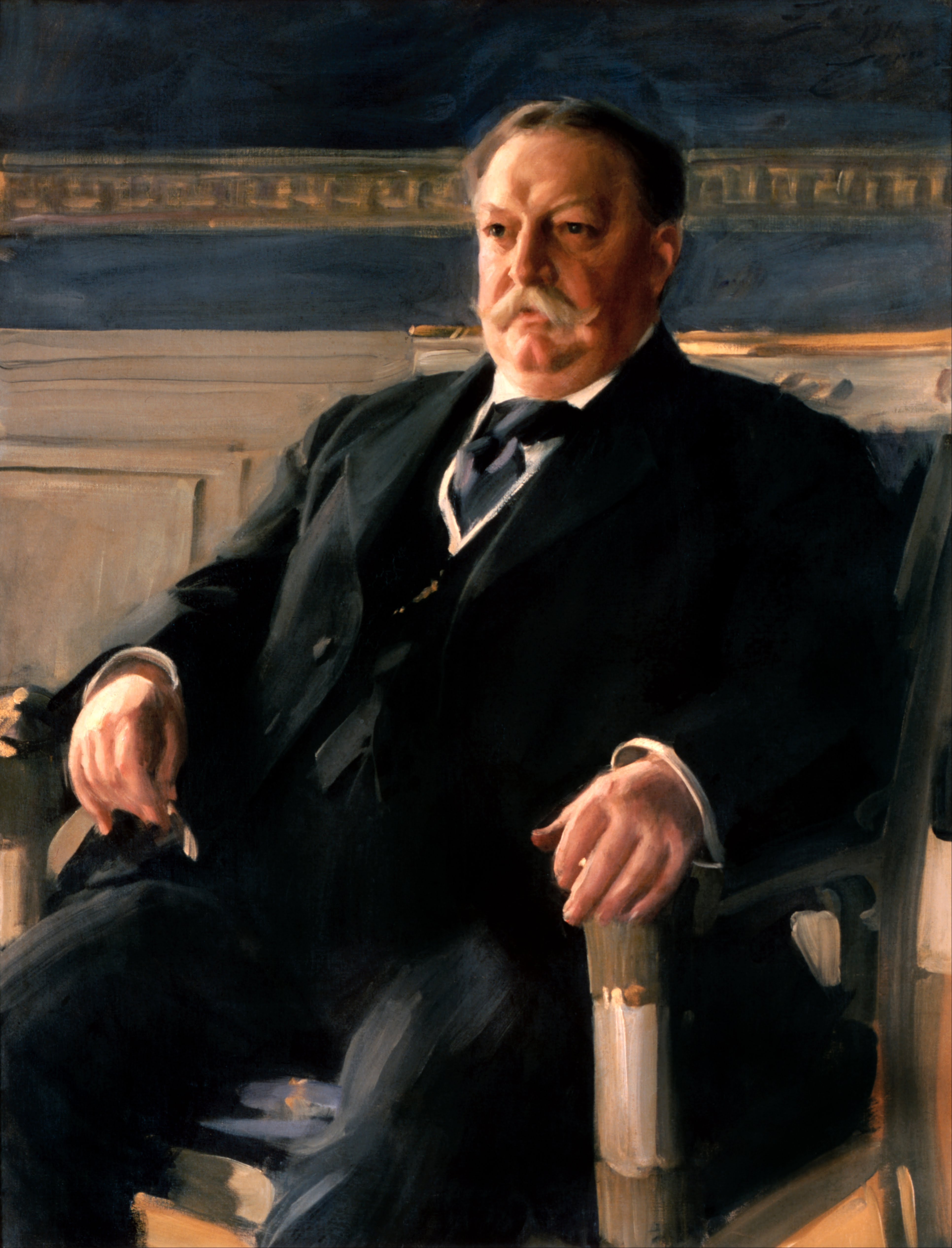
Offizielles Porträt von Taft im Weißen Haus

In den Weltkriegsjahren stand er als Präsident der 1915 gegründeten „League to Enforce Peace“ vor, die – konservativ ausgerichtet – für die Neugestaltung der internationalen Beziehungen nach Kriegsende (Internationaler Gerichtshof, Sanktionen, Konferenzen) eintrat. Präsident Wilson berief ihn 1918 zum Co-Vorsitzenden des „National War Labor Board“, einer im Krieg geschaffenen Schlichtungsstelle für Arbeitskämpfe.

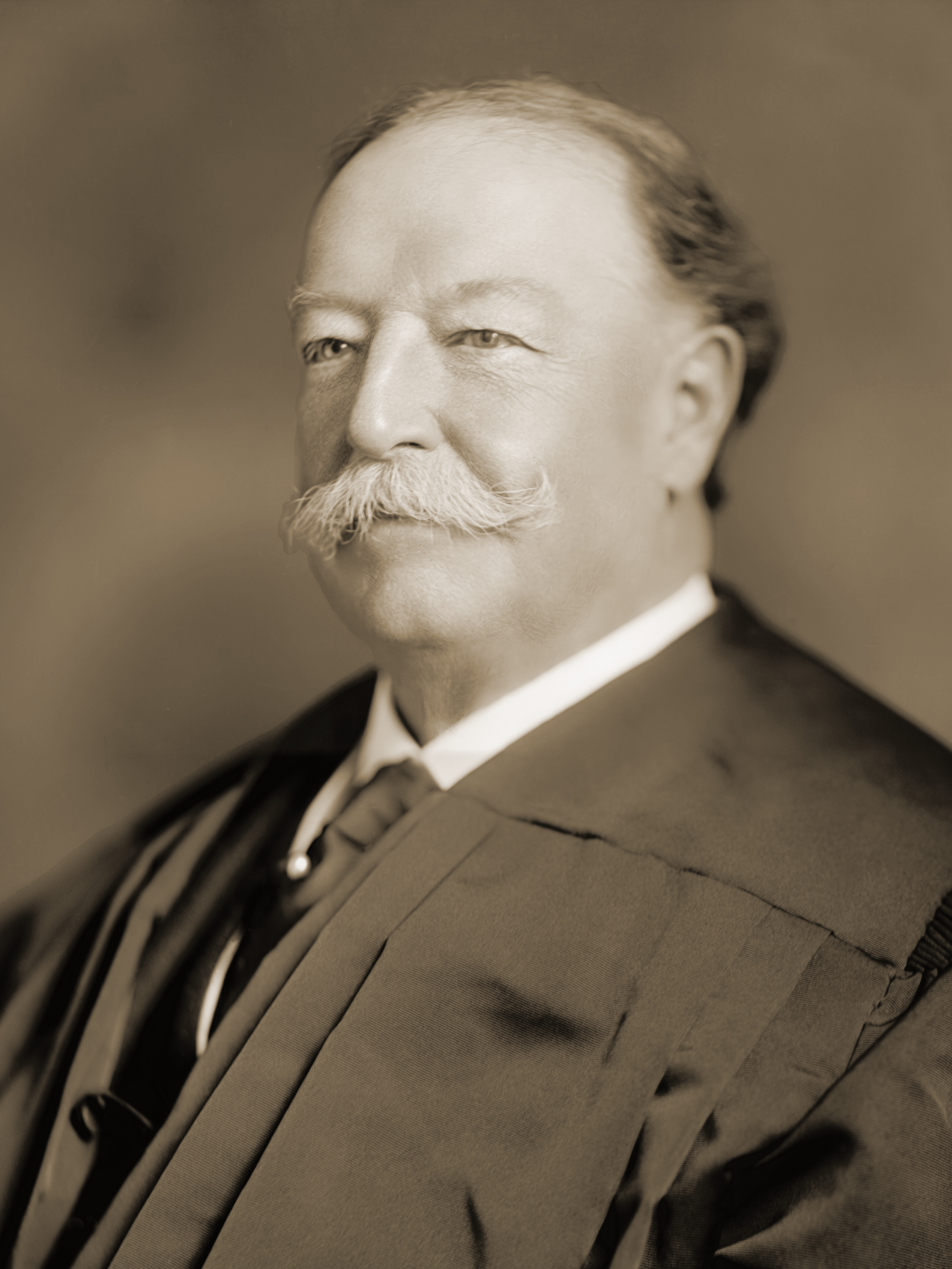
Taft als Oberster Bundesrichter (ca. 1921)

1921 wurde er von Warren G. Harding, dem ersten republikanischen Präsidenten seit Tafts Wahlniederlage, für den Posten des Chief Justice, des Vorsitzenden des Supreme Court der Vereinigten Staaten, nominiert. Hierin erfüllte sich ein langer Traum Tafts. Dieses Amt bekleidete er bis zum 3. Februar 1930. Somit ist er der erste – und bis heute einzige – Amerikaner, welcher Präsident und Oberster Richter der USA war. Ferner durfte er kraft seines Amtes als Chief Justice zwei spätere Präsidenten (Calvin Coolidge (1925) und Herbert Hoover (1929)) vereidigen. Als er über seine Zeit als Präsident und am Obersten Gericht gefragt wurde, antwortete er: „Ich kann mich nicht daran erinnern, jemals Präsident gewesen zu sein.“
Aufgrund einer Krankheit – wahrscheinlich ein Herzleiden – trat er von diesem Amt am 3. Februar 1930 zurück. 33 Tage später verstarb er schließlich am 8. März in seinem Haus in Washington, D.C. Drei Tage später wurde er als erster US-Präsident und Oberster Richter auf dem Nationalfriedhof Arlington beigesetzt (der andere Präsident war John F. Kennedy, die anderen obersten Richter waren Earl Warren, Warren E. Burger und William H. Rehnquist). Seine Frau soll folgendes gesagt haben: „Er diente als Kriegsminister [unter Theodore Roosevelt] und ferner als Oberkommandant der Streitkräfte [als Präsident], dies qualifiziere ihn, dass er hier begraben wird.“

## Freimaurerei

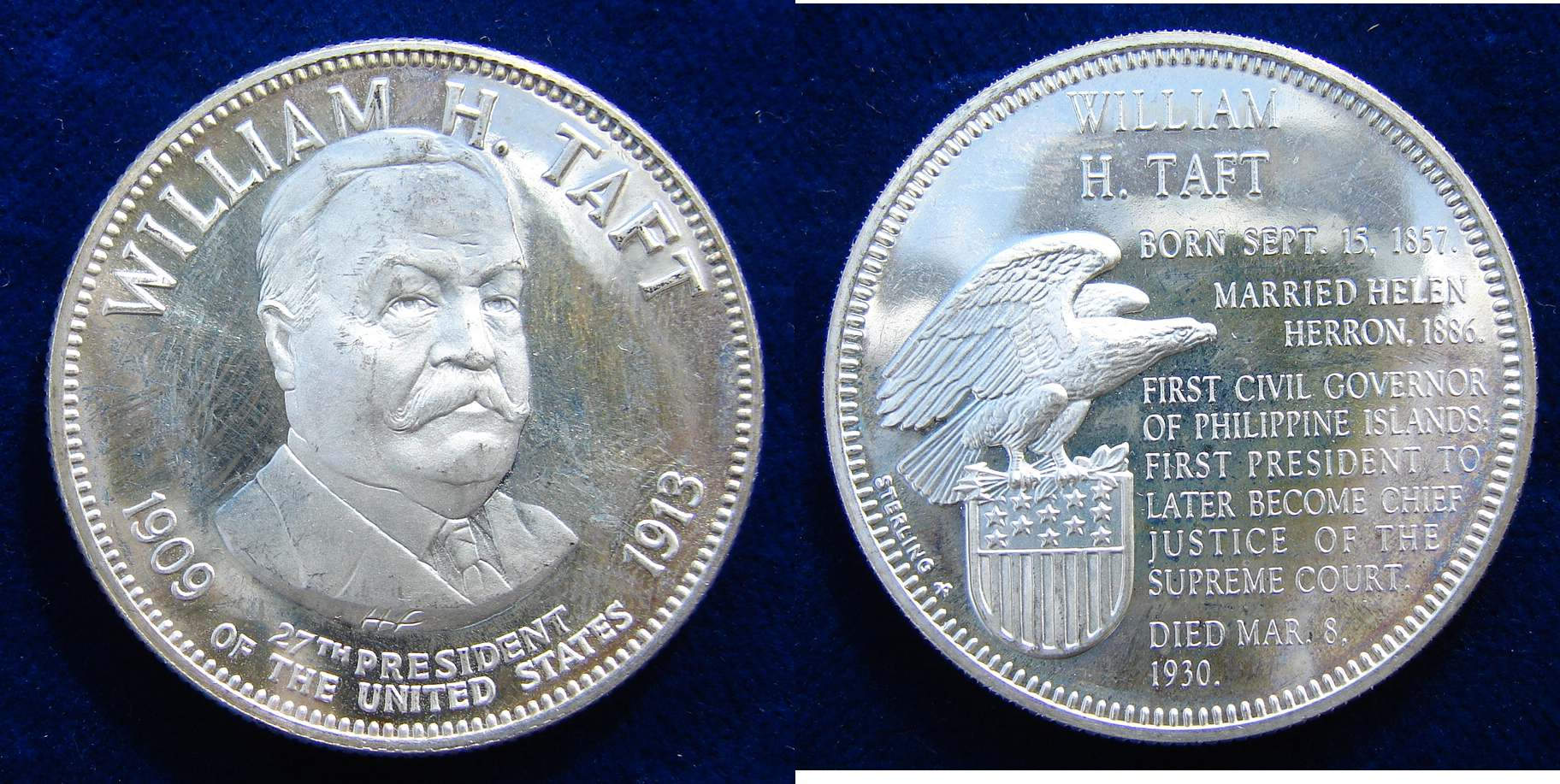
Präsident William H. Taft auf einer Franklin Mint Medaille der 1970er Jahre

Taft wurde am 18. Februar 1909 in der Kilwinning Lodge No. 356 in Cincinnati als Freimaurer aufgenommen. Auch sein Vater und seine beiden Brüder waren Mitglieder dieser Loge.

## Sonstiges
- Mit dem Beginn von Tafts Präsidentschaft wurde der Fuhrpark des Weißen Hauses von Pferdekutschen auf Motorfahrzeuge umgestellt. Die ersten beiden Fahrzeuge waren ein Dampfwagen der White Company und ein Sechszylinder von Pierce-Arrow. Vizepräsident James S. Sherman entschied sich für ein Fahrzeug der Peerless Motor Car Corporation.[4]
- Taft war der einzige Präsident, der je einem professionellen Billardspieler die Chance gab, im Weißen Haus zu spielen. 1911 lud er Willie Hoppe zu einem Schaukampf ein.[5][6]
- Bekanntheit erlangte die enorm große Badewanne, die Taft für sich im Weißen Haus einbauen ließ.[7] Dass er in dieser eines Tages festgesteckt habe, wurde oft kolportiert, ist aber historisch nie nachgewiesen worden.
- Taft war der letzte Präsident, der mit Pauline Wayne eine Kuh zur eigenen Milcherzeugung auf dem Gelände des Weißen Hauses hielt.[8]

## Werke
- Der Nachlass von William Taft liegt der Library of Congress vor. Er wird zurzeit von David H. Barton ediert.